# Бук-Патріарх (пам'ятка природи)
Бук-Патріа́рх — ботанічна пам'ятка природи місцевого значення в Україні. Об'єкт розташований на території Луцького району Волинської області, на північний захід від села Бужани. 
Площа 0,01 га. Статус присвоєно згідно з рішенням Волинської обласної ради депутатів трудящих від 11.07.1972 року № 255 «Про віднесення окремих пам’яток природи місцевого значення області до нової категорії заповідності». Перебуває у віданні філії «Володимир-Волинське лісомисливське господарство», Ново-Зборишівське лісництво, кв. 138, вид. 24. 
Статус присвоєно для збереження дерева бука лісового віком понад 250 років, який зростає серед лісового масиву (граб, дуб, сосна). 
Ботанічна пам'ятка входить до складу загальнозоологічного заказника «Бужанівська Дача».

## Галерея

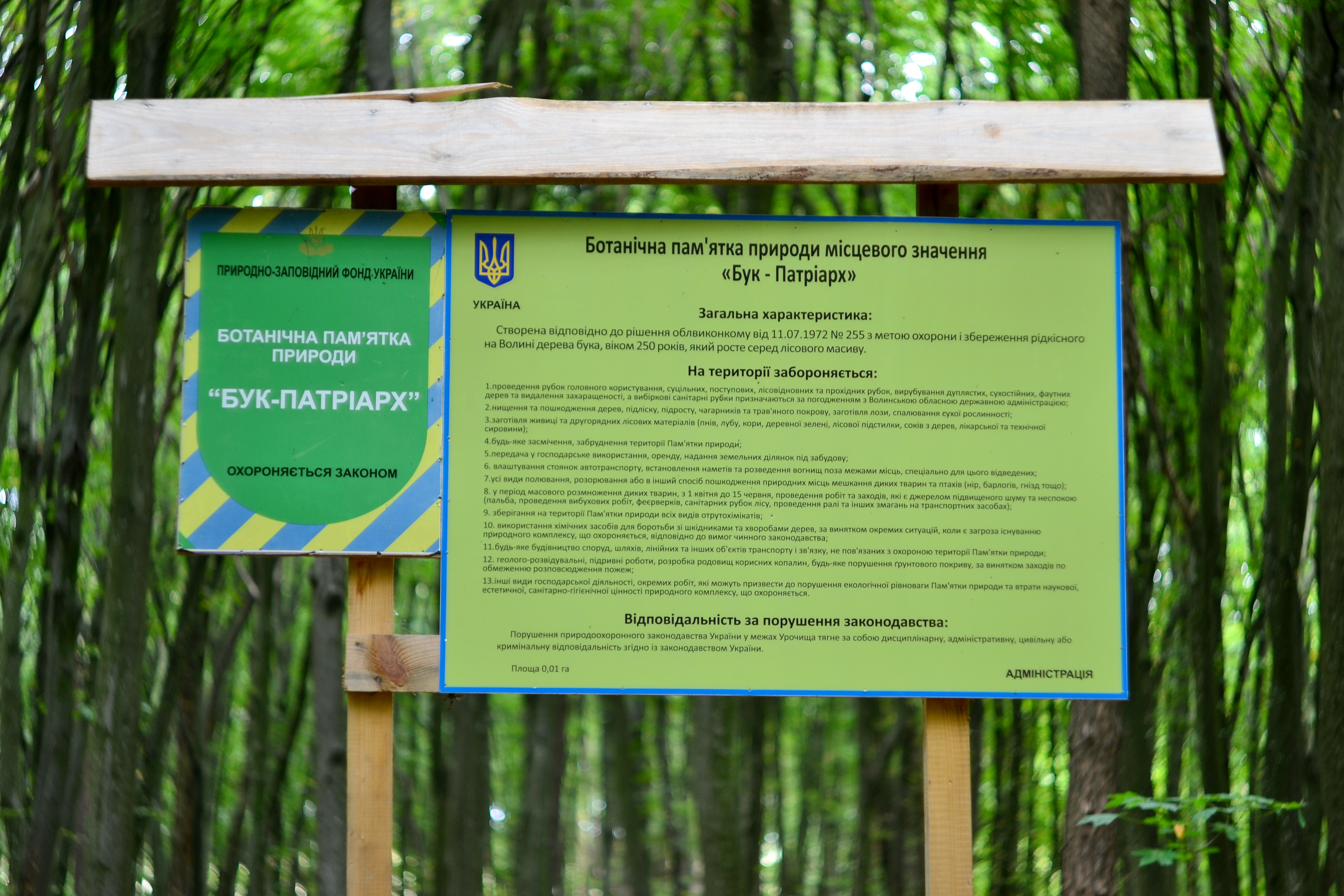
Охоронні знаки
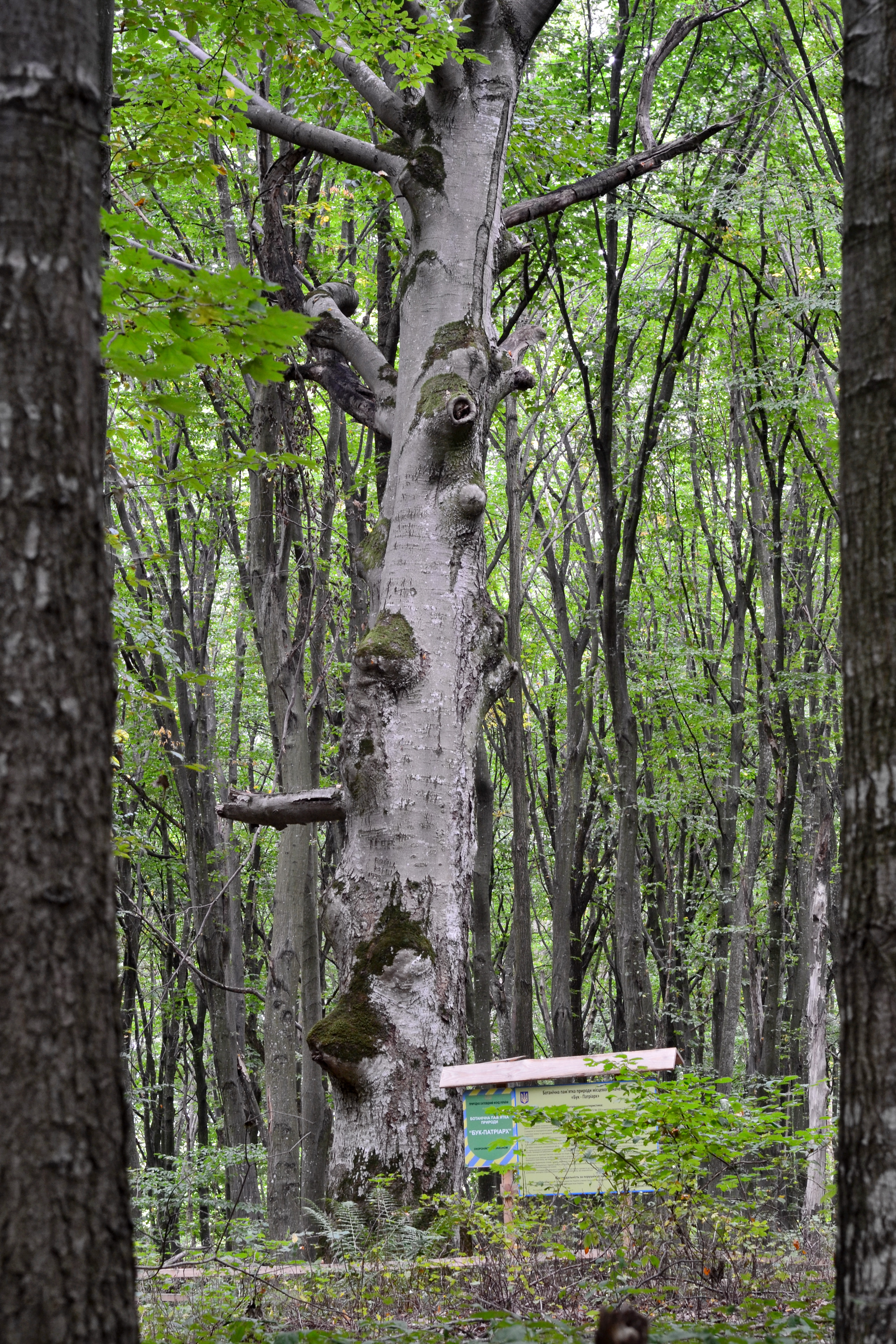
Загальний вигляд
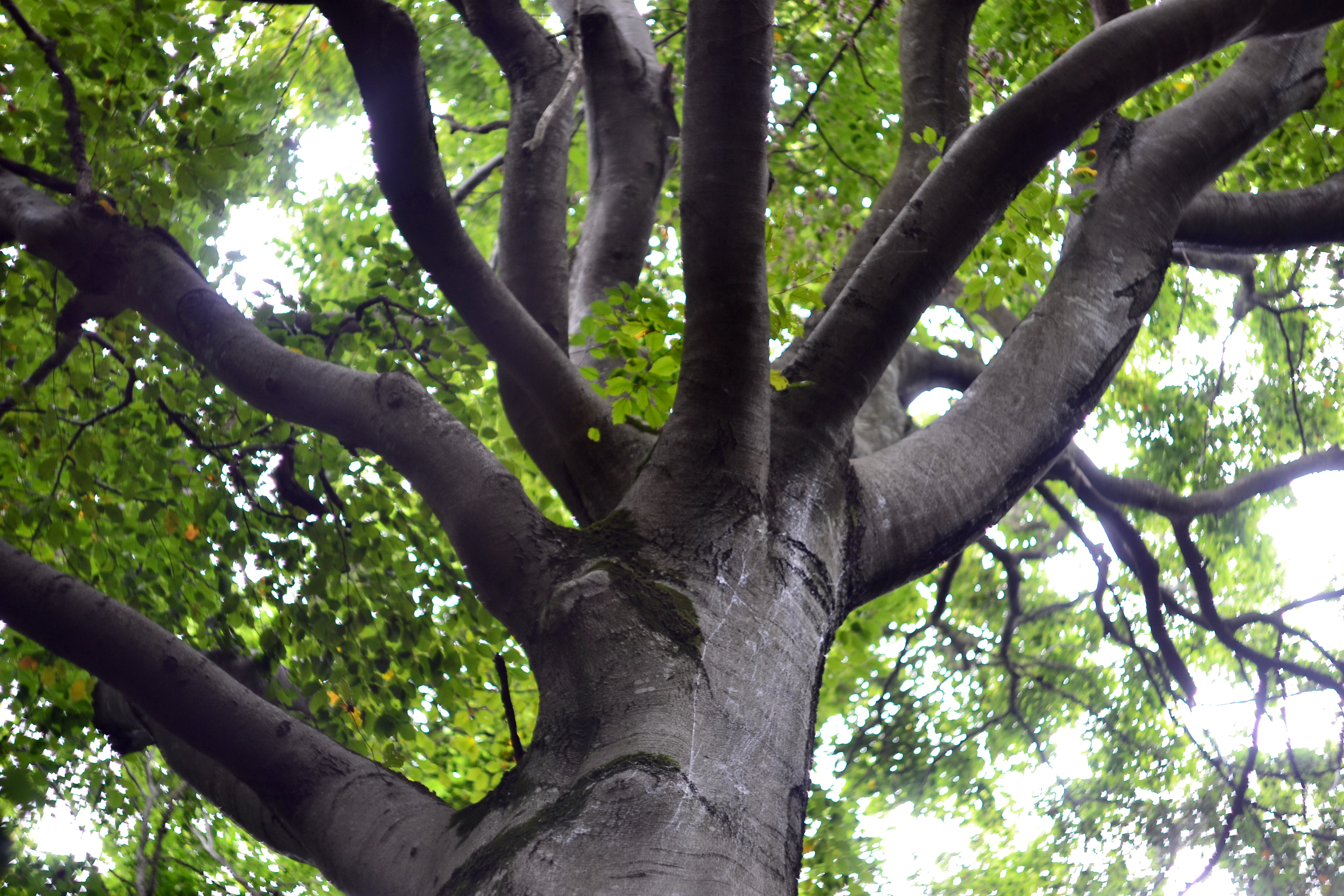
Верхні гілки